# Andrea Guardini
Andrea Guardini (Tregnago, Verona, 12 de junho de 1989) é um ciclista profissional italiano. Atualmente corre pela equipa Giotti Victoria-Savini Due.
Estreia como profissional com a equipa Farnese Vini-Neri Sottoli em 2011. Desde as suas primeiras corridas como profissional, estreia seu palmarés, conseguindo um grande número de vitórias na sua especialidade: o sprint.

## Palmarés
- 2011
  - 5 etapas do Tour de Langkawi
  - 1 etapa do Tour de Catar
  - 2 etapas do Volta à Turquia
  - 1 etapa do Volta à Eslovénia
  - 1 etapa da Volta a Portugal
  - 1 etapa do Giro de Padania

- 2012
  - 6 etapas do Tour de Langkawi
  - 1 etapa do Giro d'Italia
  - 3 etapas da Volta ao Lago Qinghai
  - 3.º no UCI Asia Tour

- 2013
  - 1 etapa do Tour de Langkawi

- 2014
  - 2 etapas do Tour de Langkawi
  - 2 etapas da Volta à Dinamarca
  - 1 etapa do Eneco Tour

- 2015
  - 1 etapa Tour de Omã
  - 4 etapas Tour de Langkawi
  - 1 etapa do Tour de Picardie
  - 1 etapa do World Ports Classic
  - 1 etapa do Tour de Abu Dhabi

- 2016
  - 4 etapas do Tour de Langkawi

- 2018
  - 2 etapas do Tour de Langkawi
  - 1 etapa do Tour de Hainan

- 2019
  - 1 etapa do Istrian Spring Trophy
  - 1 etapa da Volta ao Lago Qinghai[1]

- 2020
  - 2 etapas do Tour da Roménia
  - 2 etapas do Tour de Szeklerland

## Resultados em Grandes Voltas
| Corrida | Corrida         | 2011 | 2012 | 2013 | 2014  | 2015 | 2016 | 2017 | 2018 | 2019 | 2020 | 2021 |
| ------- | --------------- | ---- | ---- | ---- | ----- | ---- | ---- | ---- | ---- | ---- | ---- | ---- |
|         | Giro d'Italia   | —    | Ab.  | —    | —     | —    | —    | —    | Ab.  | —    | —    | —    |
|         | Tour de France  | —    | —    | —    | —     | —    | —    | —    | —    | —    | —    | —    |
|         | Volta a Espanha | —    | —    | —    | 159.º | —    | —    | —    | —    | —    | —    | —    |

—: não participa

Ab.: abandono

## Equipas
- Farnese Vini (2011-2012)
  - Farnese Vini-Neri Sottoli (2011)
  - Farnese Vini-Selle Italia (2012)
- Astana Pro Team (2013-2016)
- UAE Team Emirates (2017)
- Bardiani-CSF (2018-2019)
- Giotti Victoria[2] (2020-)
  - Giotti Victoria (2020)
  - Giotti Victoria-Savini Due (2021-)